# Malthonica sbordonii
Malthonica sbordonii är en spindelart som först beskrevs av Brignoli 1971.  Malthonica sbordonii ingår i släktet Malthonica och familjen trattspindlar.
Artens utbredningsområde är Italien. Inga underarter finns listade i Catalogue of Life.